# Дигенис Акрит
„Дигенис Акрит“ (на гръцки: Διγενῆς Ἀκρίτης) е византийска епическа поема, описваща живота и подвизите на легендарния войн-акрит Василий, наричан Дигенис Акрит („Двуроден Акрит“, заради смесения му византийско-арабски произход). Създаването на епоса не е датирано точно и обикновено се отнася към периода X-XII век.
Първата част е посветена на родителите на Василий – мюсюлмански емир, който се влюбва и отвлича майка му, след което се покръства. В други варианти на поемата бащата се идентифицира с павликянския водач Карбеас или неговия наследник Хризохир. Останалата част от епоса разказва за подвизите на героя по време на Арабско-византийските войни.